# Dialeurodes platicus
Dialeurodes platicus là một loài côn trùng cánh nửa trong họ Aleyrodidae, phân họ Aleyrodinae.
Dialeurodes platicus được Bondar miêu tả khoa học đầu tiên năm 1923.